# Франціска Генчель
Франціска Генчель (нім. Franziska Hentschel, 29 червня 1970) — німецька хокеїстка на траві.
Срібна призерка Олімпійських Ігор 1992 року, учасниця 1996 року.
Бронзова призерка Чемпіонату Європи 1995 року.
Срібна призерка Трофею чемпіонів 1991 року, бронзова призерка 1993 року.